# Heterospilus tadzhicus
Heterospilus tadzhicus är en stekelart som beskrevs av Sergey A. Belokobylskij 1983. Heterospilus tadzhicus ingår i släktet Heterospilus och familjen bracksteklar. Inga underarter finns listade i Catalogue of Life.